# Bajour
Il Bajaur o Bajur o  Bajour (in Pashtun: باجوړ) è la più piccola delle agenzie (enti locali) delle Aree Tribali di Amministrazione Federale del Pakistan. Il capoluogo è Khar.

## Demografia
Secondo il censimento del 1998 ha una popolazione di 595,227 persone1 anche se, stime più recenti, gli attribuiscono circa 757.000 abitanti. Confina con la provincia afghana di Kunar. 
Il Bajour è abitato quasi esclusivamente da pashtun tarkani

## Geografia
Il Bajour è lungo circa 72 km e largo 32 e si trova ad est della Valle di Kunar, attraverso la quale – prima della costruzione del Passo Khyber – passava l'antica strada verso Kabul.
Nel sud del Bajour si trova il distretto montagnoso di Mohmands; ad est, oltre il fiume Panjkora, ci sono le colline di Swat.